# H.K. Porter
H.K. Porter Company ist ein ehemaliger Lokomotivhersteller mit Sitz in den Pittsburgh in den Vereinigten Staaten. Das Unternehmen besteht weiterhin als Hersteller von Handwerkzeug.

## Geschichte
Das Unternehmen wurde 1866 als Smith & Porter gegründet. Im Jahr 1871 wurde der Name des Unternehmens in Porter, Bell Co. und 1878 in H. K. Porter Co. geändert. H.K. Porter war von 1867 bis 1941 in den Vereinigten Staaten der führende Hersteller von leichten Lokomotiven und Industrielokomotiven. Die großen Industrielokomotiven wurden auf dem Heimmarkt abgesetzt, während die leichten Lokomotiven hauptsächlich auf den Exportmarkt kamen. In der Zeit von 1900 bis 1930 spezialisierte sich H.K. Porter auf den Export von vollständigen Bahnausrüstungen und stellte auch leichte funktionale Wagen und tragbare Gleisroste her. Einige der kleineren Lokomotivfabriken wie The Gregg Company Ltd. lieferten ihre Maschinen an H.K. Porter, der sie in Übersee verkaufte.
Das Unternehmen diversifizierte nach 1900 und stellte allgemeine Industrieprodukte wie Keilriemen, Schläuche, Großtransformatoren für die Energieverteilung, Federn und Ventile her. Der Lokomotivbau verlor mehr und mehr an Bedeutung, bis er 1950 eingestellt wurde. Die Sparte wurde an die Davenport Besler Corporation in Davenport (Iowa) verkauft, welche Mitte der 1950er-Jahre das Lokomotivgeschäft nach Kanada verkaufte. Die H.K. Porter Co. stellt weiterhin Industriezubehör unter dem Namen H.K. Porter Inc. her.